# Austrosteenisia stipularis
Austrosteenisia stipularis là một loài thực vật có hoa trong họ Đậu. Loài này được (C.T.White) Jessup miêu tả khoa học đầu tiên.